# Raimund Nonnatus

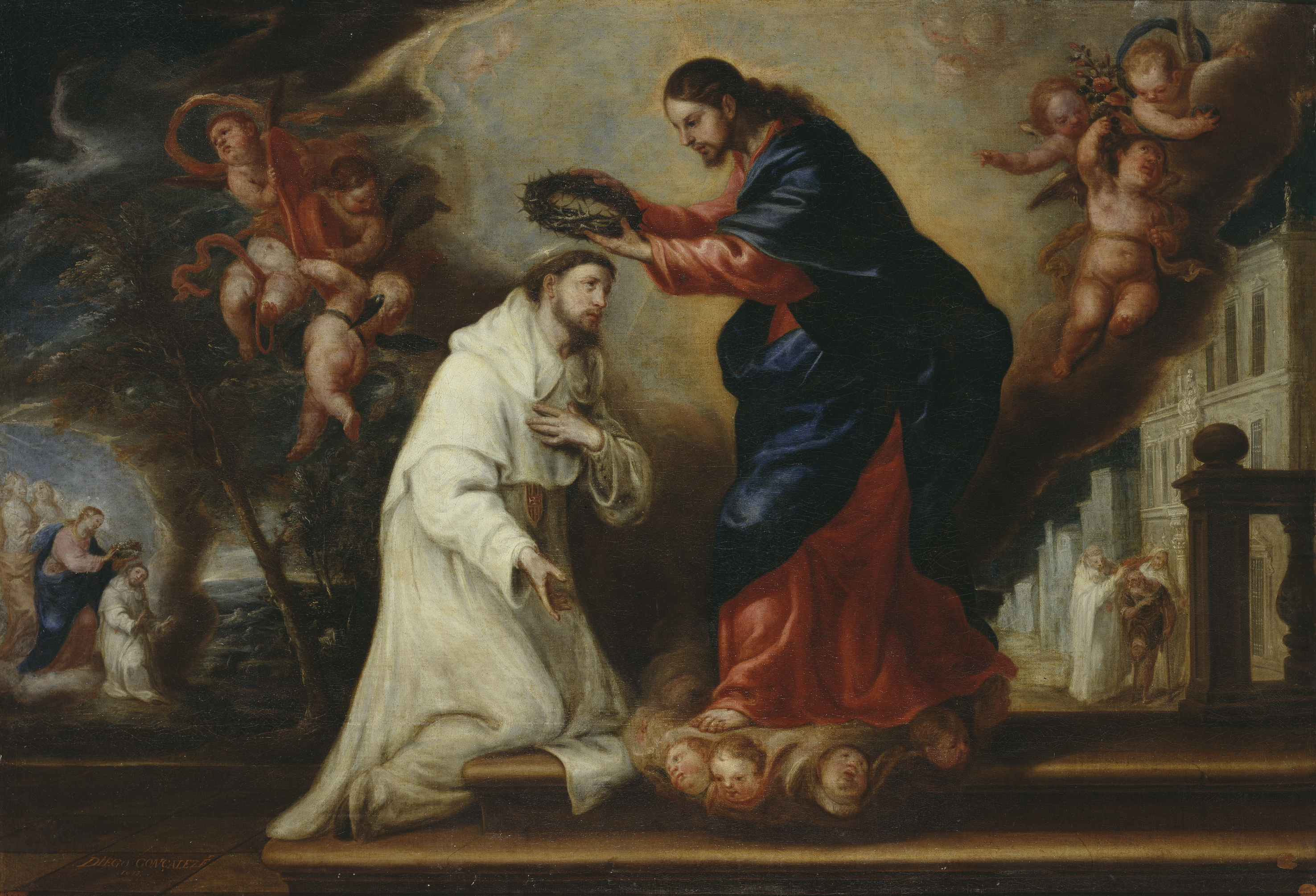
Gonzalez de la Vega: Raimund Nonnatus, 1673

Der heilige Raimund Nonnatus, auch Raymund oder Reimund (auf Katalanisch Sant Ramon Nonat, auf Spanisch San Ramón Nonato) (* um 1202 in Portell bei Lleida; † 31. August 1240 in Cardona bei Barcelona) war ein katalanischer Heiliger und Kardinal (?) der katholischen Kirche, der sich im Zuge der Reconquista lebenslang für den Freikauf bzw. die Befreiung christlicher Gefangener aus islamischer Gefangenschaft im maurischen Spanien und in Nordafrika einsetzte. Sein Gedenktag ist der 31. August.
- Der Name „Rai-mund“ bedeutet althochdeutsch: (Rai) Rat und (mund) Schutz.
- Der hl. Raimund ist Patron der Hebammen und der unschuldig Angeklagten. Er wird angerufen für eine glückliche Entbindung und soll gegen Kindbettfieber helfen.
- In der bildlichen Darstellung trägt die Gestalt oft die karminrot-weiße Ordenstracht, die dreikronige Märtyrerpalme und die Monstranz.
- Ihm werden zahlreiche Wunder vor und nach seinem Tod zugeschrieben.
- Der Ort Saint-Raymond in Québec (Kanada) wurde nach ihm benannt, ebenso wie San Ramón de la Nueva Orán in Argentinien und ein kleines Dörfchen im nördlichen Neu-Mexiko, USA. Zahlreiche Orte in Chile, El Salvador oder Peru tragen gleichfalls den Namen „San Ramon“.
- Die Stadt Juana Díaz in Puerto Rico feiert jährlich ihren Stadtheiligen „San Ramón Nonato“ u. a. mit einer Prozession (dabei wird seine Statue mitgeführt) und einem Holzschnitzerwettbewerb.
- Zahlreiche katholische Kirchen, Kirchenglocken, Schulen oder Hebammen-Schulen – besonders in Spanisch sprechenden Gebieten – sind ihm geweiht.
- In Toulouse gibt es ein Antikenmuseum, das „Musée Saint-Raymond“.
- In Santa Barbara (Kalifornien) steht eine alte Kapelle, die „San Ramon Chapel“
- Die entsprechende Wetterregel lautet: „Sankt Raimund treibt die Gewitter fort.“

## Kindheit und Jugend
Raimund war – wie sein Beinamen zeigt – „Nicht-Geboren“ (Lateinisch: „non natus“). Seine Mutter starb nämlich bei seiner Geburt und er wurde per Kaiserschnitt entbunden; der Graf von Cardona schnitt mit einem Dolch den Knaben aus dem Leib der bereits toten Mutter. Sein Vater war Arnau de Cardona, dessen vermutlich fünfter Sohn er war. Als Kind und Jugendlicher hütete er unweit einer romanischen Einsiedelei eine Herde Schafe. Dort wurde in der Sankt Nikolaus geweihten Kapelle ein Marienbildnis verehrt. Raimund begann hier mit einer lebenslangen und besonderen Verehrung der Heiligen Jungfrau. Überhaupt zeigte er früh einen Hang zum geistlichen Leben, obwohl sein Vater für ihn eine Karriere als Höfling am aragonischen Königshof bestimmt hatte. Da Raimund sich diesen Plänen widersetzte, übertrug ihm der Vater die Leitung eines Gutshofs. Aber auch das konnte den Sohn nicht von seiner inneren Stimme entfernen, so dass der Vater schließlich aufgab.

## Mönch
Raimund trat als junger Mann in Barcelona in den erst 1218 von den heiligen Petrus Nolascus und Raimund von Peñafort gegründeten Orden der „Seligen Jungfrau Maria vom Loskauf der Gefangenen“ (Ordo beatae Mariae de mercede redemptionis captivorum), dem sog. Mercedarier-Orden ein. Das Ordensgewand empfing er mit der Priesterweihe 1222 von Petrus Nolascus persönlich. 1224 berief der Ordensleiter Petrus Nolascus den jungen Raimund zu seinem ständigen Begleiter. 

## Sklavenbefreiung
1224 begann Raimund damit, unter den spanischen Mauren in Südspanien sowie in mehreren Expeditionen nach Algerien und Tunis etwa 500 christliche Gefangene loszukaufen, die sich die Moslems als Sklaven hielten. Seine Vorbilder waren dabei neben seinem Ordensoberen Petrus Nolascus der Mercedarier Serapion.
1224 machte er seine erste Sklavenbefreiungsreise nach Valencia, das zu der Zeit noch islamisch beherrscht war. 1226 unternahm er seine erste Reise nach Algerien, wo er 140 christliche Sklaven loskaufte. 1229 reiste er zum zweiten Mal nach Nordafrika und Algerien. 1231 kam er nach Tunis, der Hauptstadt der Hafsiden (1229–1574). Dieses Herrschergeschlecht regierte in dem Gebiet, das das heutige Ost-Algerien, Tunesien und das libysche Tripolitanien umfasste. Der Herrscher über die Stadt Tunis war zu jener Zeit Jahja I. (1229–1249). 1232 kam er nach Bugía. Über seine letzte Reise nach Nordafrika (1236) ist nicht gesichert bekannt, ob sie nach Algerien oder Tunesien ging.

## Als islamische Geisel
Im Bemühen schwer erkrankte und vom Tod bedrohte christliche Sklaven zu befreien, bot er sich selbst verschiedentlich als Geisel an, womit die vierte der Ordensregeln erfüllt war. Er verbrachte mehrere Monate in qualvoller muslimischer Kerkerhaft. Doch auch die Kerkerhaft konnte seinen Willen nicht brechen. Er predigte nicht nur seinen Mitgefangenen, sondern missionierte auch noch einige Berber bzw. Mauren, die zum christlichen Glauben übertraten. Daraufhin durchbohrte man – der Legende nach – auf dem Marktplatz von Algier seine Lippen mit einem glühenden Eisenpfahl und verschloss dann seinen Mund mit einem Vorhängeschloss. Das Schloss wurde nur beim Essen und Trinken entfernt. Schließlich wurde er in Algier zum Tode durch Pfählen verurteilt. Allerdings versuchten die Mauren sogleich für den recht bekannten Sklaven ein Lösegeld zu erhalten und begnadigten ihn zur Bastonade. Damit entging er einem grässlichen Schicksal, das später seinen Mitbruder, den heiligen Serapion, ereilte.
Es gelang dem Orden tatsächlich, 1239 Raimund nach acht Monaten Kerkerhaft freizukaufen. Doch der wollte seinen Wirkungskreis nicht verlassen und die Gefangenen und Sklaven aufgeben. Erst ein Befehl des Ordensoberen, der ihn als seinen Nachfolger ausersehen hatte, bewog ihn zur Rückkehr. 1239 kam er nach Barcelona zurück.

## Kardinal und Tod
Im Jahre 1239 wurde er von Papst Gregor IX. (1227–1241) zum Kardinal von San Eustachio ernannt, so sagen es zumindest unsichere Quellen. Raimund, vom Papst auch zum Ratgeber berufen, machte sich 1240 auf den Weg nach Rom, hatte aber kaum ein Dutzend Kilometer bewältigt, als er mit heftigem Fieber niederfiel und die Reise abbrechen musste. Er starb am 31. August 1240 auf seinem Krankenlager in der mächtigen Steinburg von Cardona (nahe bei Barcelona), dem heutigen katholischen Gedenktag.
Der Orden, die Stadt Cardona und der Graf stritten um seinen Leichnam bzw. um den Beerdigungsort. Da keine Einigung gefunden werden konnte, ließ man einen Esel entscheiden. Man legte ihm den Leichnam auf den Rücken und das Tier trottete zur Einsiedelei von Sankt Nikolaus. Da wurde er dann in der Kapelle von S. Nicolás in Portell nahe seinem alten Gutshof beerdigt. Diese Kapelle ist seit 1675 das Oratorium im später erbauten Kloster Sant Ramon de Portell.
1626 veranlasste Papst Urban VIII. ein Meßformular für Raimund. Am 30. September 1628 wurde er gemeinsam mit Petrus Nolascus von Gregor IX. seliggesprochen. Am 4. August 1657 folgte ihrer beiden Heiligsprechung und die Aufnahme in das römische Märtyrerregister durch Papst Alexander VII. 1681 dehnte Innozenz XI. Raimunds Verehrung auf die ganze Kirche aus, was aber 1969 wieder auf Katalonien reduziert wurde.
Im Spanischen Bürgerkrieg (1936–1939) wurde sein Grabmal zerstört. Die Reliquien selbst hatten die Zerstörung zwar überstanden, wurden jedoch 2007 gestohlen.